# اثلاث (المحويت)

تعديل مصدري - تعديل

اثلاث هي إحدى قرى عزلة ثامر بمديرية المحويت التابعة لمحافظة المحويت، بلغ تعداد سكانها 200 نسمة حسب تعداد اليمن لعام 2004.